# Mammakläder

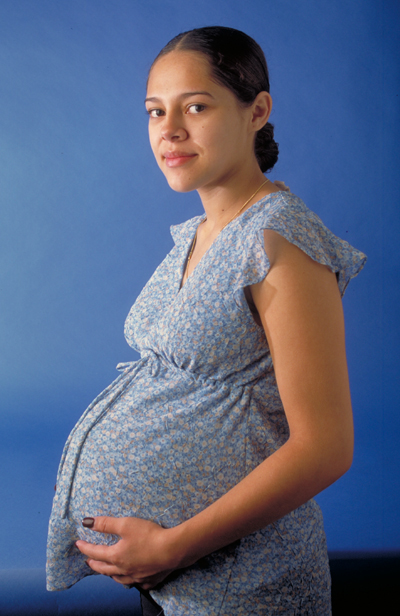
Gravid kvinna i småblommig mammatopp med volangärmar.

Mammakläder är kläder avsedda för gravida kvinnor.
Eftersom en gravid kvinna har en växande mage, är det viktigt att kläderna kan justeras i vidd eller töjas ut. De bör vara utformade med tanke på att magen ska ha stöd utan att bli klämd och att den ska hållas varm. Byxor och kjolar har normalt resår i midjan som kan släppas ut allteftersom magen växer och midja går även över magen och inte under den. Tröjor och blusar är vanligtvis töjbara eller är rymliga från början samt relativt långa.
Plagg som ofta är populära under graviditeten inkluderar hängselbyxor och ärmlösa klänningar burna över en topp. Det finns vidare speciella trosor och strumpbyxor för gravida, eftersom vanliga lätt blir obekväma.
Mammakläder finns ofta att köpa hos de större klädkedjorna, men utbudet kan vara begränsat. Det finns klädbutiker som enbart för mammakläder och dessa butiker är inte nödvändigtvis dyrare. Vidare finns även mammakläder att köpa secondhand.